# Ctenophthalmus stirps
Ctenophthalmus stirps är en loppart som beskrevs av Beaucournu et Orhan 1983. Ctenophthalmus stirps ingår i släktet Ctenophthalmus och familjen mullvadsloppor. Inga underarter finns listade i Catalogue of Life.